# Persone di nome Agnese
| Questa pagina contiene informazioni ricavate automaticamente dalle voci biografiche con l'ausilio del template Bio e di un bot. L'aggiornamento è periodico e automatico e ricostruisce completamente la pagina. Se manca una persona in questa lista, sei pregato di non aggiungerla, ma accertati piuttosto che la sua voce biografica contenga il template Bio e che i dati anagrafici siano correttamente compilati. Se il template Bio manca, inseriscilo tu stesso o, in alternativa, metti l'avviso {{tmp\|Bio}} che ne segnala la mancanza. Se i dati riportati sono sbagliati, correggi direttamente la voce biografica; le modifiche saranno visibili in questa lista entro pochi giorni. Per chiarimenti vedi il progetto antroponimi. La lista contiene solo le 90 persone che sono citate nell'enciclopedia e per le quali è stato implementato correttamente il template Bio. Pagina aggiornata al 6 ago 2025. |

Questa è una lista di persone presenti nell'enciclopedia che hanno il nome Agnese, suddivise per attività principale.

## Atlete paralimpiche(1)
- Agnese Grigio, ex atleta paralimpica italiana (Albignasego, n. 1963)

## Attrici(3)
- Agnese Claisse, attrice e cantante francese (Roma, n. 1988)
- Agnese Dubbini, attrice e mezzosoprano italiana (Roma, n. 1907 - Roma, † 1983)
- Agnese Nano, attrice italiana (Roma, n. 1965)

## Badesse(2)
- Agnese I di Quedlinburg, badessa tedesca (Quedlinburg, † 1125)
- Agnese II di Quedlinburg, badessa tedesca (Meißen, n. 1139 - Quedlinburg, † 1203)

## Bobbiste(1)
- Agnese Campeol, bobbista thailandese (Torino, n. 2006)

## Calciatrici(2)
- Agnese Bonfantini, calciatrice italiana (Verbania, n. 1999)
- Agnese Ricco, ex calciatrice italiana (Erba, n. 1986)

## Cantanti liriche(1)
- Agnese Schebest, cantante lirica austriaca (Vienna, n. 1813 - Stoccarda, † 1869)

## Cantautrici(1)
- Neja, cantautrice italiana (Rivoli, n. 1972)

## Cestiste(1)
- Agnese Soli, cestista italiana (Assisi, n. 1987)

## Discobole(1)
- Agnese Maffeis, ex discobola e pesista italiana (Bergamo, n. 1965)

## Doppiatrici(1)
- Agnese Marteddu, doppiatrice italiana (Roma, n. 1998)

## Fotografe(1)
- Agnese De Donato, fotografa, giornalista e gallerista italiana (Bari, n. 1927 - Roma, † 2017)

## Ginnaste(1)
- Agnese Duranti, ex ginnasta italiana (Spoleto, n. 2000)

## Giocatrici di badminton(1)
- Agnese Allegrini, giocatrice di badminton italiana (Roma, n. 1982)

## Giornaliste(2)
- Agnese Pini, giornalista italiana (Carrara, n. 1985)
- Agnese Virgillito, giornalista e scrittrice italiana (Paternò, n. 1977)

## Hockeiste su ghiaccio(1)
- Agnese Tartaglione, hockeista su ghiaccio e hockeista in-line italiana (Sassuolo, n. 1994)

## Illustratrici(1)
- Agnese Innocente, illustratrice e fumettista italiana (Massa, n. 1994)

## Marciatrici(1)
- Agnese Pastare, marciatrice lettone (Riga, n. 1988)

## Mezzofondiste(1)
- Agnese Possamai, ex mezzofondista italiana (Lentiai, n. 1953)

## Nobildonne(8)
- Agnese di Poitiers, nobildonna italiana
- Agnese d'Austria, nobildonna austriaca (n. 1154 - † 1182)
- Agnese d'Asburgo, nobildonna tedesca (Rheinfelden, n. 1257 - Wittenberg, † 1322)
- Agnese Farnese, nobildonna italiana (Roma - Siena, † 1509)
- Agnese Sorel, nobildonna francese (Le Mesnil-sous-Jumièges, † 1450)
- Agnese di Durazzo, nobildonna italiana (n. 1345)
- Agnese di Faucigny, nobildonna francese († 1268)
- Agnese di Lindow-Ruppin, nobildonna tedesca (n. 1314 - Wittenberg, † 1343)

## Nobili(22)
- Agnese del Maino, nobile italiana (Milano - Milano, † 1465)
- Agnese Visconti, nobile italiana (Milano, n. 1363 - Mantova, † 1391)
- Agnese di Waiblingen, nobile tedesca (n. 1072 - Klosterneuburg, † 1143)
- Agnese di Bretagna, nobile francese
- Agnese di Rheinfelden, nobile tedesco († 1111)
- Agnese di Saarbrücken, nobile tedesca
- Agnese di Zähringen, nobile tedesca (Bad Urach, n. 1158 - Bad Urach, † 1239)
- Agnese di Hohenstaufen, nobile tedesca (Stade, † 1204)
- Agnese di Merania, nobile tedesca († 1263)
- Agnese d'Évreux, nobile normanna
- Agnese di Loon, nobile tedesca (Borgloon, n. 1150 - Wartenberg, † 1191)
- Agnese di Solms-Laubach, nobile tedesca (Laubach, n. 1578 - Laubach, † 1602)
- Agnese Argotta, nobile italiana (Napoli, n. 1570 - † 1646)
- Agnese di Mansfeld-Eisleben, nobile tedesco (Mansfeld, n. 1551 - Herren-Sulzbach, † 1637)
- Agnese Pico, nobile italiana (n. 1303 - Mantova, † 1340)
- Agnese d'Aquitania, nobile francese
- Agnese d'Assia, nobile tedesca (Marburgo, n. 1527 - Weimar, † 1555)
- Agnese da Montefeltro, nobile italiana (n. 1431 - Mantova, † 1447)
- Agnese del Monferrato, nobile italiana
- Agnese di Babenberg, nobile tedesca (Altenburg, † 1163)
- Agnese I di Brunswick-Lüneburg, nobile tedesca († 1410)
- Agnese di Cagliari, nobile italiana (Santa Igia - Santa Igia)

## Nuotatrici(1)
- Agnese Ozoliņa, ex nuotatrice lettone (Jelgava, n. 1979)

## Pallanuotiste(1)
- Agnese Cocchiere, pallanuotista italiana (Lavagna, n. 1999)

## Pallavoliste(1)
- Agnese Cecconello, pallavolista italiana (Trieste, n. 1999)

## Pittrici(1)
- Agnese Dolci, pittrice italiana (Firenze, n. 1659 - † 1689)

## Politiche(1)
- Agnese Gallicchio, politica italiana (Potenza, n. 1965)

## Principesse(10)
- Agnese di Kleve, principessa (Kleve, n. 1422 - Olite, † 1448)
- Agnese di Navarra, principessa (n. 1334 - castello di Estella, † 1396)
- Agnese d'Assia-Kassel, principessa (Kassel, n. 1606 - Dessau, † 1650)
- Agnese d'Austria, principessa (Vienna, n. 1322 - Świdnica, † 1392)
- Agnese di Brandeburgo, principessa tedesca (Berlino, n. 1584 - Schloss Neuhaus an der Elbe, † 1629)
- Agnese Maddalena di Anhalt-Dessau, principessa (Dessau, n. 1590 - Eschwege, † 1626)
- Agnese Edvige di Anhalt, principessa (Dessau, n. 1573 - Sønderborg, † 1616)
- Agnese di Hohenstaufen, principessa tedesca († 1184)
- Agnese di Baviera-Landshut, principessa (n. 1338)
- Agnese di Savoia, principessa (n. 1445 - † 1509)

## Religiose(4)
- Agnese di Boemia, religiosa ceca (Praga, n. 1211 - Praga, † 1282)
- Agnese di Montepulciano, religiosa italiana (Gracciano - Montepulciano, † 1317)
- Agnese di Gesù, religiosa francese (Le Puy-en-Velay, n. 1602 - Langeac, † 1634)
- Agnese di Orlamünde, religiosa tedesca (Himmelkron, † 1343)

## Sante(1)
- Sant'Agnese, santa romana (Roma - Roma, † 305)

## Scrittrici(1)
- Agnese di Württemberg, scrittrice tedesca (Carlsruhe, n. 1835 - † 1886)

## Sovrane(6)
- Agnese di Poitou, regina (Roma, † 1077)
- Agnese di Merania, regina (Andechs - Poissy, † 1201)
- Agnese di Brandeburgo, regina danese (n. 1257 - † 1304)
- Agnese d'Asburgo, regina (Vienna, n. 1281 - Königsfelden, † 1364)
- Agnese d'Antiochia, regina ungherese (n. 1154)
- Agnese di Beaujeu, regina († 1231)

## Senza attività specificata(10)
- Agnese di Montefeltro (Gubbio, n. 1470 - Roma, † 1523)
- Agnese di Courtenay (Contea di Edessa, n. 1136 - Acri, † 1184)
- Agnese di Borgogna, contessa (Borgogna - † 1068)
- Marie-Pauline Martin, monaca cristiana francese (Alençon, n. 1861 - Lisieux, † 1951)
- Agnese di Francia, duchessa (n. 1260 - Lantenay, † 1325)
- Agnese di Borbone-Dampierre, contessa (n. 1237 - Lilla, † 1288)
- Agnese Pasta (Melzo)
- Agnese di Savoia, contessa (n. 1286 - † 1322)
- Agnese di Borgogna, duchessa (n. 1407 - † 1476)
- Agnese di Gheldria, contessa